# Sosnivka, Slavuta
Sosnivka (în ucraineană Соснівка) este un sat în comuna Hannopil din raionul Slavuta, regiunea Hmelnîțkîi, Ucraina.

## Demografie
Componența lingvistică a localității Sosnivka
     Ucraineană (98,59%)
     Rusă (1,41%)
Conform recensământului din 2001, majoritatea populației localității Sosnivka era vorbitoare de ucraineană (98,59%), existând în minoritate și vorbitori de rusă (1,41%).